# Université d'économie de Hô Chi Minh-Ville
L'université d'économie d'Hô Chi Minh-Ville (en vietnamien : Đại học Kinh tế Thành phố Hồ Chí Minh) est une université ouverte en 1976 à Hô Chi Minh-Ville, au Viêt Nam. 

## Organisation
Elle comprend 12 facultés et délivre un enseignement du premier cycle au doctorat. La plupart ont à voir avec les domaines de l'économie, de la loi, ou encore de la politique. 
Elle est située dans le District 3, près de l'université d'architecture d'Hô Chi Minh-Ville.

## Liens externes

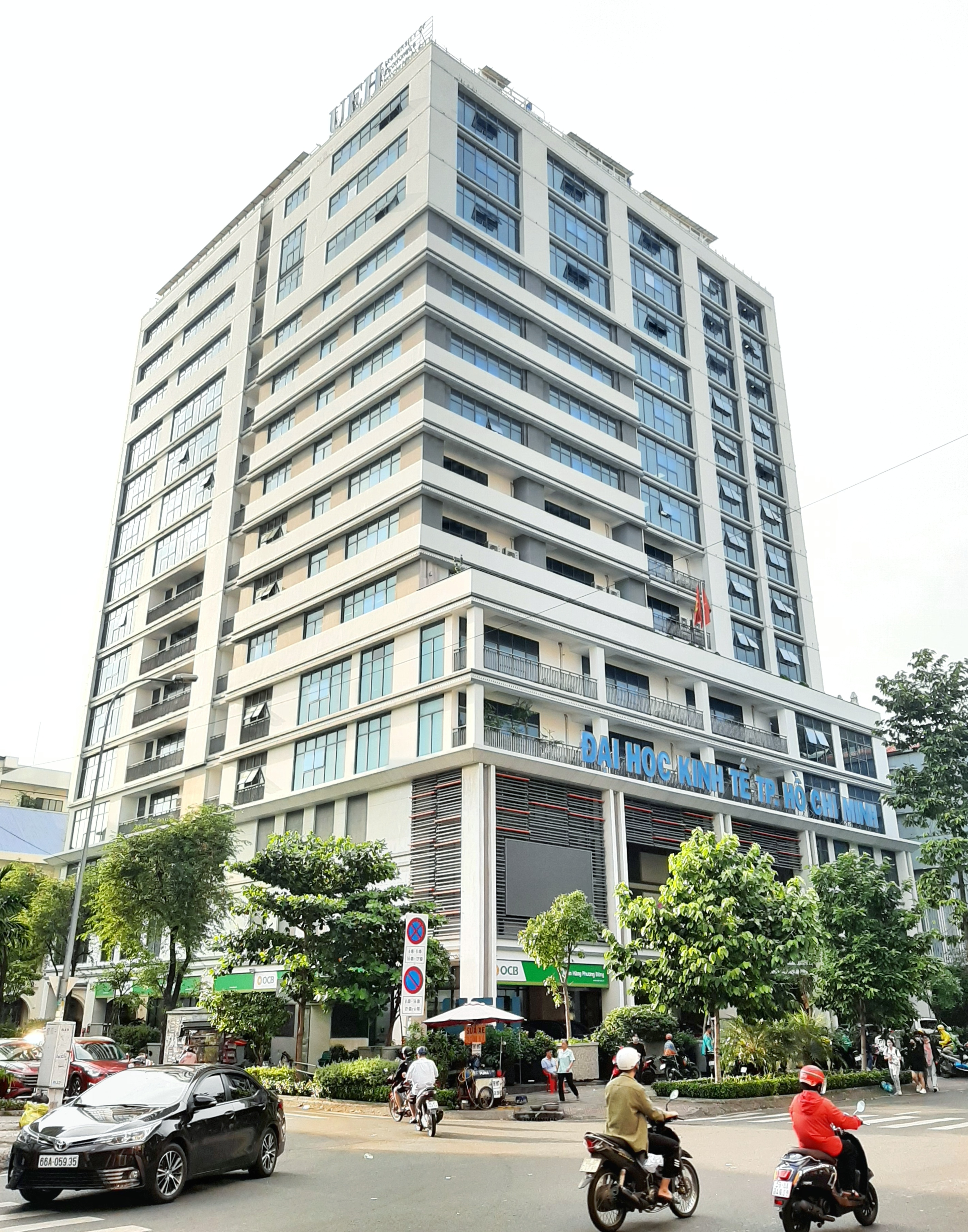
Campus B